# Metanema simplex
Metanema simplex là một loài bướm đêm trong họ Geometridae.